# De soldaat (Nick & Simon)
"De soldaat" is een nummer van het Nederlandse duo Nick & Simon. Het nummer verscheen op hun debuutalbum Nick & Simon uit 2006. Op 15 september van dat jaar werd het nummer, samen met "Vaarwel verleden", uitgebracht als single met dubbele A-kant, de derde single van het album.

## Achtergrond
"De soldaat" is geschreven door Nick Schilder en geproduceerd door Gordon Groothedde en Edwin van Hoevelaak. Het nummer gaat over een militair die wordt uitgezonden om te vechten in een oorlog. Gedurende zijn diensttijd stuurt hij brieven naar zijn vriendin, die thuis is achtergebleven. Na enige tijd ontvangt zij geen brieven meer van hem en valt er een officiële envelop op de mat. De soldaat blijkt in een hinderlaag te zijn gelokt en te zijn overleden. Het nummer is geschreven om de Nederlandse militairen in Uruzgan een hart onder de riem te steken.
Het duo kreeg klachten over "De soldaat", met name omdat de hoofdpersoon om het leven komt. Hierop besloot Schilder om een nieuwe tekst te schrijven waarin de soldaat met zijn vriendin wordt herenigd. De nieuwe versie kreeg de titel "De soldaat, de hereniging" mee en ging op Uruzgan FM in première.
"De soldaat" werd uitgebracht als single met dubbele A-kant, samen met "Vaarwel verleden". Met de twee tracks behaalde het duo hun eerste hit in de Nederlandse Top 40, waar het op plaats 21 piekte. In de Single Top 100 werd het hun eerste top 10-notering met een negende plaats als hoogste positie. Begin 2008 brachten DJ Arnoud en DJ Jasper een carnavalsversie van het nummer uit, die tot plaats 44 in de Single Top 100 kwam.

## Hitnoteringen

### Nick & Simon

#### Nederlandse Top 40
| Hitnotering: 28-10-2006 t/m 18-11-2006 | Hitnotering: 28-10-2006 t/m 18-11-2006 | Hitnotering: 28-10-2006 t/m 18-11-2006 | Hitnotering: 28-10-2006 t/m 18-11-2006 | Hitnotering: 28-10-2006 t/m 18-11-2006 | Hitnotering: 28-10-2006 t/m 18-11-2006 |
| Week                                   | 1                                      | 2                                      | 3                                      | 4                                      |                                        |
| -------------------------------------- | -------------------------------------- | -------------------------------------- | -------------------------------------- | -------------------------------------- | -------------------------------------- |
| Nummer                                 | 22                                     | 21                                     | 28                                     | 37                                     | uit                                    |

#### Single Top 100
| Hitnotering: 23-09-2006 t/m 16-12-2006 | Hitnotering: 23-09-2006 t/m 16-12-2006 | Hitnotering: 23-09-2006 t/m 16-12-2006 | Hitnotering: 23-09-2006 t/m 16-12-2006 | Hitnotering: 23-09-2006 t/m 16-12-2006 | Hitnotering: 23-09-2006 t/m 16-12-2006 | Hitnotering: 23-09-2006 t/m 16-12-2006 | Hitnotering: 23-09-2006 t/m 16-12-2006 | Hitnotering: 23-09-2006 t/m 16-12-2006 | Hitnotering: 23-09-2006 t/m 16-12-2006 | Hitnotering: 23-09-2006 t/m 16-12-2006 | Hitnotering: 23-09-2006 t/m 16-12-2006 | Hitnotering: 23-09-2006 t/m 16-12-2006 | Hitnotering: 23-09-2006 t/m 16-12-2006 | Hitnotering: 23-09-2006 t/m 16-12-2006 |
| Week                                   | 1                                      | 2                                      | 3                                      | 4                                      | 5                                      | 6                                      | 7                                      | 8                                      | 9                                      | 10                                     | 11                                     | 12                                     | 13                                     |                                        |
| -------------------------------------- | -------------------------------------- | -------------------------------------- | -------------------------------------- | -------------------------------------- | -------------------------------------- | -------------------------------------- | -------------------------------------- | -------------------------------------- | -------------------------------------- | -------------------------------------- | -------------------------------------- | -------------------------------------- | -------------------------------------- | -------------------------------------- |
| Nummer                                 | 12                                     | 31                                     | 63                                     | 86                                     | 9                                      | 22                                     | 47                                     | 88                                     | 35                                     | 42                                     | 38                                     | 59                                     | 81                                     | uit                                    |

#### NPO Radio 2 Top 2000
| Nummer met noteringen in de NPO Radio 2 Top 2000 | '22  | '23  | '24  |
| ------------------------------------------------ | ---- | ---- | ---- |
| De soldaat                                       | 1723 | 1638 | 1944 |

1. ↑  Een vetgedrukt getal geeft de hoogste notering aan.
2. ↑  2022 was het eerste jaar met een notering voor dit nummer.

### DJ Arnoud & DJ Jasper

#### Single Top 100
| Hitnotering: 19-01-2008 t/m 16-02-2008 | Hitnotering: 19-01-2008 t/m 16-02-2008 | Hitnotering: 19-01-2008 t/m 16-02-2008 | Hitnotering: 19-01-2008 t/m 16-02-2008 | Hitnotering: 19-01-2008 t/m 16-02-2008 | Hitnotering: 19-01-2008 t/m 16-02-2008 | Hitnotering: 19-01-2008 t/m 16-02-2008 |
| Week                                   | 1                                      | 2                                      | 3                                      | 4                                      | 5                                      |                                        |
| -------------------------------------- | -------------------------------------- | -------------------------------------- | -------------------------------------- | -------------------------------------- | -------------------------------------- | -------------------------------------- |
| Nummer                                 | 67                                     | 55                                     | 44                                     | 71                                     | 99                                     | uit                                    |